# Philological Society
Die Philological Society, kurz PhilSoc (Philologische Gesellschaft) wurde im Jahr 1842 in London unter Mitwirkung des Historikers und Philologen Edwin Guest (1800–1880) gegründet. Sie ist die älteste wissenschaftliche Gelehrtengesellschaft in Großbritannien. Zuvor gab es bereits im Jahr 1830 eine gleichnamige Gesellschaft an der Londoner Universität, die von namhaften Philologen ins Leben gerufen worden war, um das Studium und die Erforschung der Struktur und Kenntnis der Geschichte der Sprachentwicklung zu fördern.

## New English Dictionary
Die Philological Society widmet sich seither sowohl dem Studium der Sprachen, als auch der historischen und vergleichenden Linguistik und der Entwicklungsgeschichte der modernen englischen Sprache. Die Gründungsmitglieder hatten 1857 entschieden, dass die vorhandenen Wörterbücher englischen Sprache unvollständig und unzulänglich waren und so forderten sie 1858 eine vollständige Überarbeitung der angelsächsischen Sprache. Dabei unterschätzten sie den Umfang und den Zeitraum für die Schaffung dieses neu zu erstellenden Werkes. Nach der ersten Euphorie kam das Projekt nur sehr langsam in Gang. Im Jahr 1879 schloss die Gesellschaft daher eine Vereinbarung mit James A. H. Murray und dem Verlag Oxford University Press, um die Arbeit an dem „New English Dictionary“ endlich zu beginnen. Später entstand aus diesem Projekt das Oxford English Dictionary.

## Engagement
- Herausgabe der Zeitschrift Transactions of the Philological Society (TPhS) und der Buchreihe Publications of the Philological Society bei John Wiley & Sons Ltd.
- Seit 2000 Wettbewerb zu Ehren von Robert Henry Robins (1921–2000),[5] des langjährigen Sekretärs (1961–1988) und ehemaligen Präsidenten (1988–1992) der Gesellschaft, bei dem Studenten Essays einreichen können (alle zwei Jahre).
- 2015 Vergabe von Stipendien in Höhe von 11.400 £ zur Unterstützung einiger Mitglieder für die Teilnahme an Konferenzen und Feldforschung.
- 2016 Einrichtung eines Fonds zur Unterstützung öffentlicher Veranstaltungen mit kleinen Stipendien.

## Liste der Präsidenten
| Zeitraum  | Name                    |
| --------- | ----------------------- |
| 1842–1868 | Connop Thirlwall        |
| 1872      | Theodor Goldstücker     |
| …         | Thomas Hewitt Key       |
| 1875–1878 | Henry Sweet             |
| um 1880   | Alexander John Ellis    |
| um 1887   | Walter William Skeat    |
| 1890–1911 | Henry Bradley           |
| 1929–1933 | Charles Talbut Onions   |
| 1933      | Raymond Wilson Chambers |
| 1948–1952 | Harold Walter Bailey    |
| 1954–1957 | John Rupert Firth       |
| …         | …                       |
| 1988–1992 | Robert Henry Robins     |
| …         | …                       |
| 1996–2000 | Rebecca Posner          |
| 2000–2003 | Nigel Vincent           |
|           | Wendy Ayres-Bennett     |

## Ähnliche Gesellschaften
- Society for Classical Studies – gegründet 1869, ehemals „American Philological Association“ (APA) Bereich klassische Philologie Vereinigte Staaten
- Oxford Philological Society – gegründet 1870[11]
- Cambridge Philological Society – gegründet 1872[12]
- Gesellschaft für deutsche Philologie – 1877 bis 1945 in Berlin[13]
- Deutscher Philologenverband – gegründet 1903 in Halle

## Publikationen (Auswahl)
- Proposal for the publication of a new English dictionary. London 1859, OCLC 917230527.
- Publications of the Philological Society. Wiley-Blackwell, ISSN 0265-0649 (Herausgegeben ab 1913).

Zeitschriften
- Philologica journal of comparative philology. Oxford University Press, London 1921, OCLC 646191532 (books.google.com – Erschienen 1921–1924).
- Proceedings of the Philological Society. Philological Society, London, OCLC 607578470 (Herausgegeben 1842–1853).
  - Edwin Guest: On the Origin of certain Anglo-Saxon Idioms. In: Proceedings of the Philological Society. Band 5, Nr. 109, Mai 1851, S. 71–75, doi:10.1111/j.1467-968X.1851.tb00142.x.
- Transactions of the Philological Society. Wiley-Blackwell, ISSN 0079-1636, doi:10.1111/(ISSN)1467-968X (Herausgegeben seit 1854 als Nachfolger der Proceedings of the Philological Society).
  - J. R. R. Tolkien: Chaucer as a Philologist: The Reeve’s Tale. In: Transactions of the Philological Society. Band 33, Nr. 1. Wiley-Blackwell, 1. November 1934, ISSN 1467-968X, S. 1–70, doi:10.1111/j.1467-968X.1934.tb01091.x.